# Avro Lincoln
O Avro Type 694, mais conhecido por Avro Lincoln, foi um bombardeiro pesado quadrimotor britânico, que voou pela primeira vez no dia 9 de junho de 1944. Desenvolvido a partir do Avro Lancaster, os primeiros Lincoln foram inicialmente conhecidos como Lancaster IV e V, e foram re-baptizados como Lincoln I e II. Apesar de ter sido desenvolvido durante a Segunda Guerra Mundial, só entrou de serviço após o cessar das hostilidades. Este foi o último bombardeiro com motores a pistão operado pela Real Força Aérea.